# Psilochorus utahensis
Psilochorus utahensis là một loài nhện trong họ Pholcidae. Loài này được phát hiện ở Hoa Kỳ